# Sebaea exigua
Sebaea exigua är en gentianaväxtart som först beskrevs av Daniel Oliver, och fick sitt nu gällande namn av Schinz. Sebaea exigua ingår i släktet Sebaea och familjen gentianaväxter. Inga underarter finns listade i Catalogue of Life.